# Mjölby musikkapell
Mjölby musikkapell var ett svensk orkester i Mjölby som bildades 1888 och upplöstes 1910.

## Historik
Mjölby musikkapell bildades 1888 av barberaren Jöns Rosenqvist i Mjölby. De bestod till en början av cellisten Jöns Rosenqvist, dottern på violin, sonen Oskar Rosenqvist på flöjt och en pianist. Harald Lemke tog senare över ledarskapet för orkestern och lämnade 1892 över ledarskapet till Gustav Emil Andersson. Han ledde den fram till 1911, då orkestern lades ner.

## Kapellmästare
- 1888–1891: Jöns Rosenqvist.[1]
- 1891–1896: Harald Lemke.[1]
- 1896–1911: Gustav Emil Andersson.[1]

## Medlemmar
- 1888–1889: Jöns Rosenqvist, cello.[1]
- Rosenqvist, fiol.[1]
- 1888–1889: Oskar Rosenqvist, flöjt.[1]
- Enkefru Andersson, Piano.[1]
- 1889: J. A. Johansson.[1]
- 1889: Axel Wahlgren.[1]
- 1889: Elna Christina Bredenberg.[1]
- 1889: Karl August Andersson.[1]
- 1889: Harald Lemke, flöjt.[1]
- 1889–1910: Gustaf Emil Andersson.[1]
- 1889–1910: Anna Andersson.[1]
- 1889: Salomonsson.[1]
- 1889–1911: Herman Hagelin.[1]
- 1889–1910: Thure Palm.[1]
- 1889: Leonard Lindström.[1]
- 1889: Albert Olsson.[1]
- 1889: Larsson.[1]
- 1911: Robert Karlsson.[1]
- 1911: Ivan Gärtner.[1]
- 1911: Eric Elmgren.[1]
- 1911: Erik Bergvall.[1]
- 1911: Axel Reiner.[1]
- 1911: Gustav Johnsson.[1]
- 1911: Axel Wahlgren.[1]
- 1910–1911: Arvid Olsson, cello.[1]

## Konserter (urval)
| Datum            | Konsert             | Lokal                 | Övrigt                                       |
| ---------------- | ------------------- | --------------------- | -------------------------------------------- |
| 1 februari 1891  | Stor Nykterhetsfest | Tranås missionshus    | Konsert anordnat av Tranås blåbandsförening. |
| 22 februari 1891 | Årsfest             | Ekebybornas skolsal   | Konsert anordnat av Ulvåsa blåbandsförening. |
| 18 november 1891 | Musikalisk soiré    | Mjölby gästgivaregård | [ 4 ]                                        |
| 13 april 1892    | Konsert             | Mjölby gästgivaregård | [ 5 ]                                        |
| 3 juli 1892      | Konsert             | Mjölby gästgivaregård | Till förmån för Mjölby skyttegille.          |
| 22 februari 1893 | Konsert             | Mjölby gästgivaregård | [ 7 ]                                        |
| 18 juni 1893     | Konsert             | Mjölby gästgivaregård | [ 8 ]                                        |
| 17 november 1893 | Konsert             | Mjölby gästgivaregård | [ 9 ]                                        |
| 19 november 1893 | Konsert             | Skänninge stadshus    |                                              |
| 23 februari 1894 | Konsert             | Mjölby gästgivaregård | [ 10 ]                                       |
| 29 juli 1894     | Konsert             | Mjölby gästgivaregård | [ 11 ]                                       |
| 17 mars 1895     | Konsert             | Mjölby                | Vid Mjölby arbetarförenings 20-årsjubileum.  |